# Костёр на ветру
«Костёр на ветру» — якутский фильм 2016 года режиссёра Дмитрия Давыдова. Фильм стал победителем кинофестиваля "ImagineNATIVE" и лауреатом множеств международных кинофестивалей.

## Сюжет
В результате несчастного случая умирает молодой парень. Виновника трагедии забирают в полицию, где он, не выдержав мук совести, совершает самоубийство. Его отец, деревенский старик, остается один. Стараясь все забыть, он приводит в дом подростка-беспризорника. С тех пор этот мальчик заменяет ему сына, старик пытается перевоспитать парня, передать ему свое ремесло – изготовление уникальных шкатулок. В своем подопечном он находит смысл жизни и со временем успокаивается. В отличие от него отец погибшего молодого человека так и не смог смириться и простить. В нем кипит ненависть, когда он видит, как старик продолжает радоваться жизни. Вскоре отец убитого понимает, что у него есть один выход – отомстить за смерть своего сына.

## Фестивали и награды

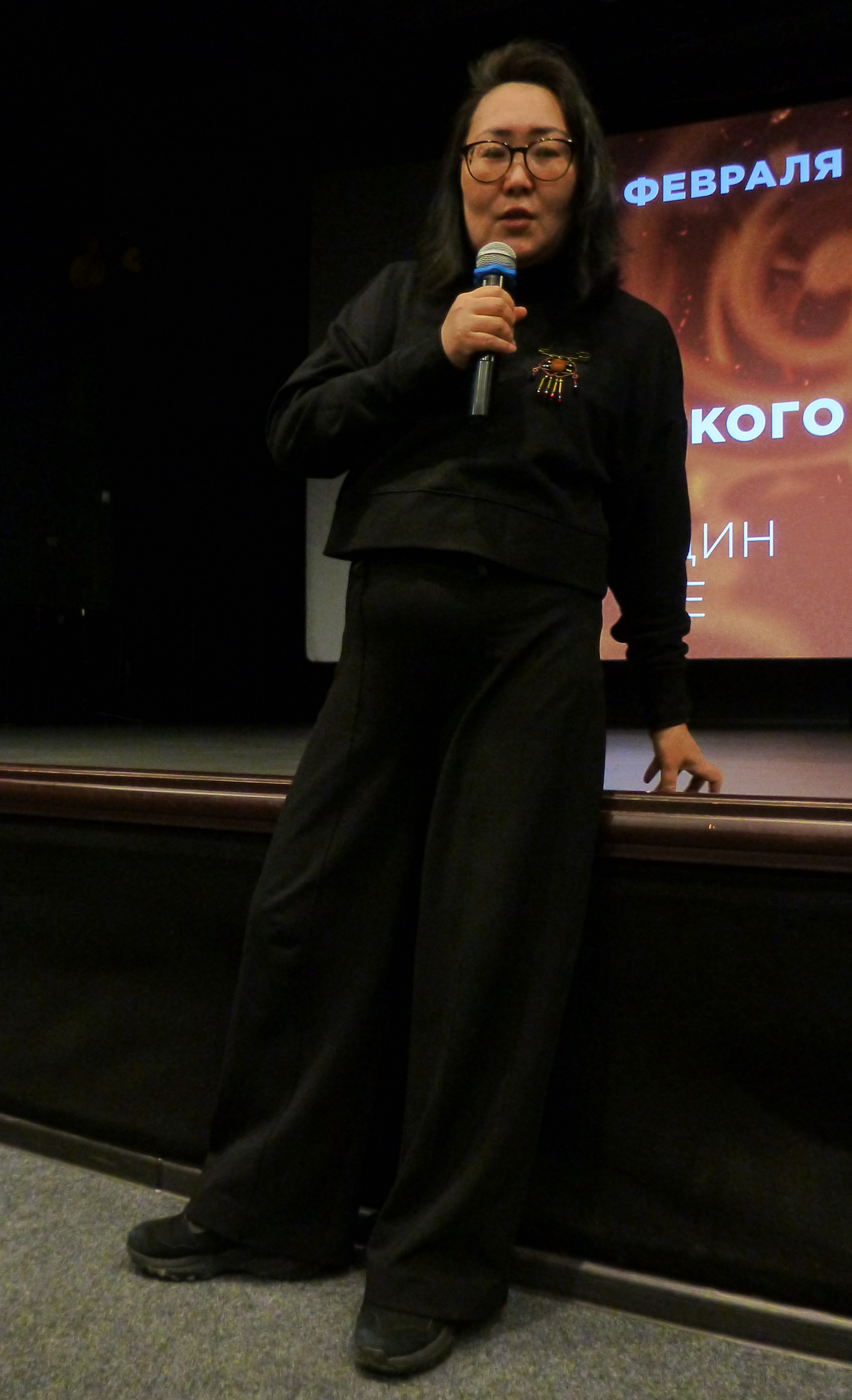
Продюсер фильма Сардана Саввина

- Мировая премьера на Busan International Film Festival, секция Flash Forward, октябрь 2016, Пусан, Республика Корея
- Североамериканская премьера и приз Best Feature Drama, ImagineNATIVE, октябрь 2016, Торонто, Канада
- Номинант на премию For Cultutral Diversity under UNESCO patronage, Asian Pacific Screen Awards, декабрь 2016, Мельбурн, Австралия[3]
- Участник Brisbane Asia Pacific Film Festival, декабрь 2016[4]
- Скандинавская премьера, Skabmagovat Film Festival, январь 2017, Инари, Финляндия
- Участник Maoriland Film Festival, март 2017, Отаки, Новая Зеландия
- Участник Kino Pavasaris Film Festival, апрель 2017, Вильнюс, Литва
- Участник Munich Film Festival, 2017, июнь Мюнхен, Германия
- Участник Eurasia IFF, 2017, июль 2017, Астана, Казахстан
- Номинант на премию Казахской академии киноискусства «Тулпар», сентябрь 2017
- V Кинофестиваль национальных дебютов «Движение», Омск, апрель 2017:
  - Приз за лучшую режиссуру
  - Приз за лучшую мужскую роль
- X Чебоксарский международный кинофестиваль, май 2017:
  - Приз за лучшую режиссуру
  - Приз зрительских симпатий
- Гран-при на V Якутский международный кинофестиваль, 2017